# 에치젠하난도역
에치젠하난도역(일본어: 越前花堂駅, えちぜんはなんどうえき)은 일본 후쿠이현 후쿠이시에 있는 해피라인 후쿠이의 철도역이다.
에쓰미호쿠 선의 기점이지만, 에쓰미호쿠 선의 열차들은 후쿠이 역까지 운행한다. 원래 에쓰미호쿠 선의 역으로 개업했기 때문에, 호쿠리쿠 본선의 역이 아닌 에쓰미호쿠 선의 역으로 분류되고 있다.

## 역 구조
호쿠리쿠 본선이 상대식 2면 2선 구조, 에쓰미호쿠 선이 단식 1면 1선 구조인 지상역이다. 후쿠이 지역 철도부가 관리하는 무인역이다.

### 승강장
| 역사쪽      | ■ 해피라인 후쿠이선 | 후쿠이 · 가나자와 방면 |               |
| 반대쪽      | ■ 해피라인 후쿠이선 | 쓰루가 · 마이바라 방면 |               |
| 단식 승강장 | ■ 에쓰미호쿠 선     | 하행                   | 구즈류코 방면 |
| 단식 승강장 | ■ 에쓰미호쿠 선     | 상행                   | 후쿠이 방면   |

## 역세권 정보
- 일본화물철도 미나미후쿠이역
- 후쿠이 철도 후쿠부 선 하난도 역

## 역사
- 1960년 12월 15일 - 일본국유철도 에쓰미호쿠 선의 역으로 개업.
- 1968년 10월 1일 - 호쿠리쿠 본선의 승강장이 설치되어 환승역이 되었다.
- 1987년 4월 1일 - 민영화에 따라 서일본 여객철도의 소속이 되었다.
- 2024년 3월 16일: 호쿠리쿠 신칸센 가나자와역 ~ 쓰루가역 연장 개통에 따라, 해피라인 후쿠이로 이관됨.

## 인접역
| 해피라인 후쿠이 ■ 해피라인 후쿠이선 | 해피라인 후쿠이 ■ 해피라인 후쿠이선 | 해피라인 후쿠이 ■ 해피라인 후쿠이선 |
| ----------------------------------- | ----------------------------------- | ----------------------------------- |
| 오도로 쓰루가 방면                  | 보통                                | 후쿠이 다이쇼지 방면                |
| 서일본 여객철도 에쓰미호쿠 선       |                                     |                                     |
| 후쿠이 방면                         | ■ 구즈류 선                         | 로쿠조 구즈류코 방면                |